# Bichón boloñés
La boloñesa es una raza de perro de tipo bichón originaria de la ciudad italiana de Bolonia.

## Descripción

### Apariencia
El boloñés es un perro de compañía pequeño, blanco y compacto con un manto blanco muy característico. Originalmente eran de color marrón. La selección humana ha ido seleccionando la variante albina por estética. Sus ojos son grandes, saltones y negros al igual que la trufa. Su altura varía entre los 25 y 30 cm y su peso entre los 4 y 5 kilogramos.

### Manto
La capa única distintiva (es decir, no tiene manto interno) cae en rizos sueltos y abiertos por todo el cuerpo, con pelo más corto en la cara. La textura del pelo es de lana, en vez de sedosa, y nunca se recorta o se acorta. Muda muy poco de pelo, pero requiere peinado regular para prevenir que se enrede.
El boloñés a menudo aparece en las listas de los perros que supuestamente no mudan, sin embargo, estas listas son engañosas. Cada pelo en la capa del perro crece a partir de un folículo piloso, que tiene un ciclo de crecimiento, luego muere y es sustituido por otro folículo. Cuando el folículo muere, el pelo cae. La longitud de tiempo del ciclo de crecimiento y muda varía según la edad y otros factores. No hay tal cosa como una raza sin muda.
El cepillado y el baño frecuente son necesarios para mantener al boloñés en su mejor forma y reduce la cantidad de piel suelta en el ambiente.

### Temperamento
Estos perros son muy inteligentes y les encanta la compañía de la gente aunque son reservados con los extraños, ladrando ante los ruidos raros.

## Historia
La raza fue reconocida en 1989 por la Federación Cinológica Internacional como el número 196 en el grupo IX Perros de compañía sección 1.1 Bichons de Italia.
Sus orígenes datan desde la época romana y cuyos ancestros son citados por Aristóteles (384-322 a. C). Bajo la denominación de “canes melitenses”, se convierte en el regalo más apreciado en los siglos XI-XII por las cortes europeas. Se comenta que Cosme de Medici, envió a Bélgica ocho cachorros para que se los entregaran a algún notable de Bruselas. Vemos aquí una clara muestra del valor que se le seguía dando a este precioso animal por aquel entonces.
También fue una raza muy querida por el resto de las cortes europeas del siglo XV y XVI debido a su carácter tranquilo y cariñoso. Felipe II, rey de España entre 1556 y 1598, después de haber recibido como regalo del duque d’Este a dos de ellos, en una carta da muestra de su agradecimiento diciéndole “son el regalo más majestuoso que se le puede hacer a un emperador”.
Estos graciosos perritos los veremos representados en algunos cuadros de Tiziano, en Goya lo encontramos en su retrato de La duquesa de Alba de blanco o en obras de Pieter Brueghel. Esta datado que fueron la raza predilecta de la Zarina Catalina la grande de Rusia y otras personalidades como Madame de Pompadour.

## Promedio de vida

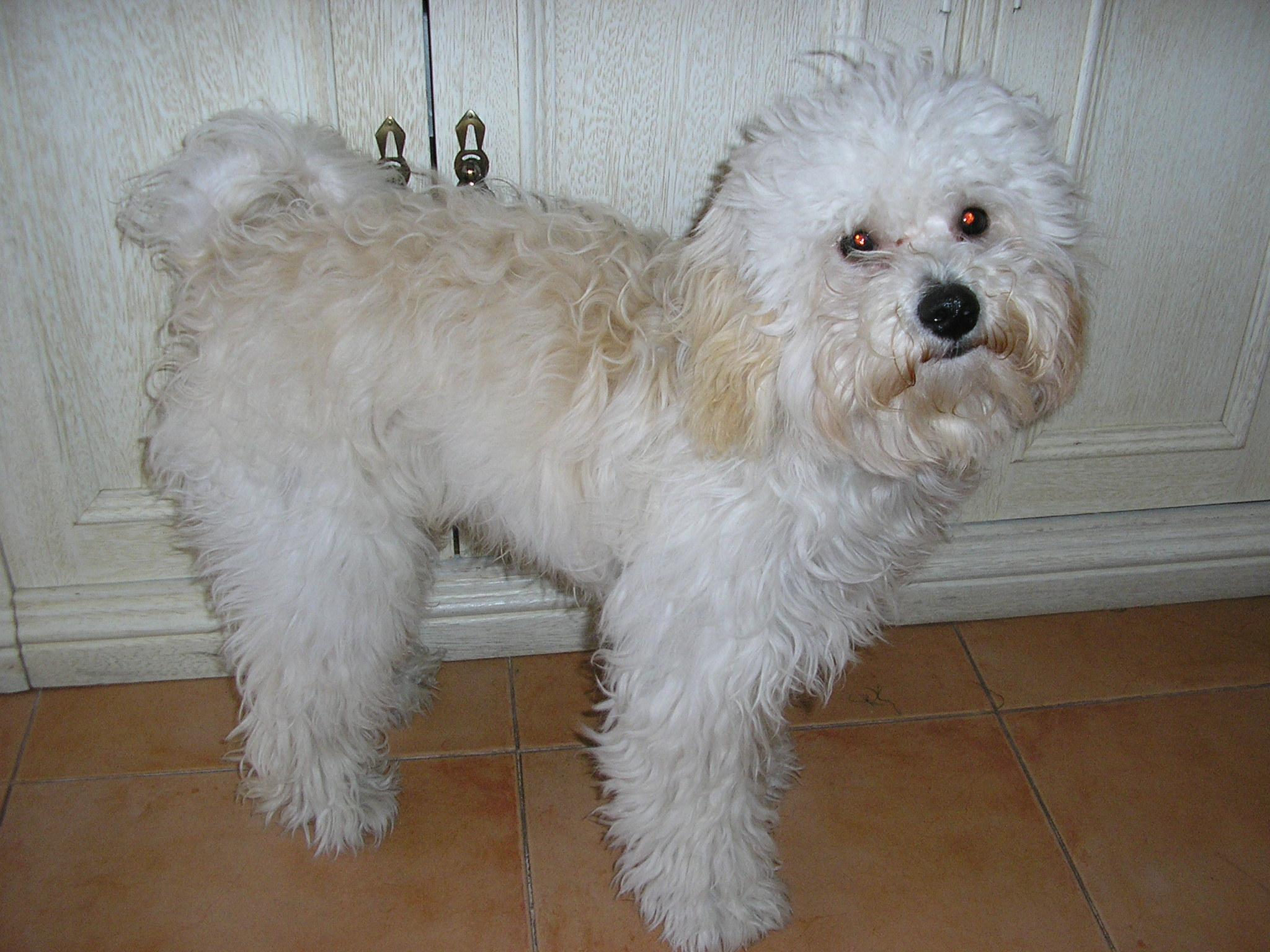

El trabajo realizado sobre la raza Bichón boloñés para salvarla ha llevado a los criadores a trabajar mucho en el aspecto de la consanguinidad, lo que siempre lleva a una cierta debilidad genética. Sin embargo, con el tiempo, la situación ha mejorado y los ejemplares actuales son muy sólidos y viven mucho tiempo.
Esperanza de vida media: unos 12 años